# 극장판 스파이 패밀리 코드: 화이트
《극장판 스파이 패밀리 코드: 화이트》(일본어: 劇場版スパイフィミリー コード ホワイト 게키죠우반스파이화미리이코도호와이토[*])은 2023년에 공개한 일본의 애니메이션 영화로, 《SPY×FAMILY》의 극장판이다.

## 줄거리
아냐는 학교의 조리 실습 수업에서 과자를 만들게 되었다. 1등에게는 스텔라가 주어진다는 소식을 들은 로이드는 심사위원인 교장의 입맛을 조사했고, 교장이 좋아하는 과자가 ‘메레메레’라는 것을 알아낸다. 그중에서도 교장의 고향 프리지스 지방의 메레메레를 특히 좋아한다는 사실을 알게 된다.
메레메레의 맛을 알기 위해 주말을 이용해 프리지스를 가족 여행지로 선택한 포저 가족. 여행 도중 열차에 탑승한 아냐는 열쇠 하나를 줍게 되고, 개인견 본드의 예지 덕분에 그것이 ‘보물의 열쇠’임을 알게 된다. 아냐는 화물칸에 몰래 숨어들어 그 열쇠로 가방을 열고 안에 들어 있던 초콜릿을 먹어버린다.
이 사실을 알게 된 악당 두 명이 초콜릿을 되찾으려고 아냐를 뒤쫓지만, 요르의 압도적인 실력에 제압당하고, 포저 가족은 무사히 프리지스에 도착한다. 레스토랑에서 마지막 남은 메레메레를 간신히 손에 넣지만, 군 정보부의 스나이델 대령에게 빼앗기고 만다.
메레메레의 맛을 기억한 채 월요일 조리 실습 전까지 돌아가기 위해, 요르는 현지에서 식재료를 모아 셰프에게 메레메레를 재현하게 하자고 제안한다. 로이드는 스파이 기술을 총동원해 식재료를 모으지만, 희귀한 체리 리큐르만큼은 구할 수 없었다.
본드의 예지를 통해 리큐르를 파는 가게를 알아낸 아냐는 호텔을 빠져나와 혼자 리큐르를 사러 간다. 그러나 돌아오는 길에 아냐는 두 악당에게 납치당한다. 아냐가 먹은 초콜릿에는 마이크로필름이 숨겨져 있었고, 그 안의 정보는 국가 간 전쟁을 일으킬 만큼의 위험한 내용이었다.
아냐는 스나이델 대령의 명령을 받은 부하들에게 비행 전함으로 끌려가고, 그들은 마이크로필름을 회수하기 위해 아냐의 배설물을 노린다. “똥을 누면 죽는다”는 공포 속에서 끝까지 버티는 아냐.
한편 로이드는 아냐를 구하기 위해 폭격기를 타고 전함을 추격하고, 요르는 몰래 폭격기에 올라타 로이드에게 들키지 않은 채, 기다리고 있던 강력한 병기 타입F와 싸운다. 전투 도중 비행 전함은 불에 휩싸이고, 로이드는 필사의 전투 끝에 스나이델 대령을 쓰러뜨려 아냐를 구해낸다. 요르도 타입F를 쓰러뜨리고, 로이드는 전함 탑승원 전원을 탈출시킨 후 불타는 전함을 호수에 불시착시켜 프리지스를 구해낸다. 그리고 결국, 아냐의 치아 안쪽에 붙어 있던 마이크로필름을 회수한다.
월요일, 조리 실습에 무사히 참여하는 아냐. 그러나 주방 기기의 폭발 사고로 실습은 연기되고, 일정상의 이유로 심사위원도 교장 대신 교감으로 교체된다. 메레메레로는 1등을 받을 수 없게 되었다는 사실에 실망하는 아냐. 그러자 로이드는 교감이 좋아하는 디저트인 ‘베리 푸딩’을 먹기 위해 남부 지방으로 가족 여행을 떠나자고 제안한다.

## 목소리 출연
| 등장인물                                                                                                  | 일본어 성우진   | 한국어 성우진 |
| --- | --------------- | ------------- |
| 로이드 포저 (ロイド・フォージャー, Roido Fōjā) / 황혼 (黄昏, Tasogare)                                    | 에구치 타쿠야   | 민승우        |
| 아냐 포저 (アーニャ・フォージャー, Ānya Fōjā)                                                             | 타네자키 아츠미 | 박시윤        |
| 요르 포저 (ヨル・フォージャー, Yoru Fōjā) / 브라이어 (ブライア, Buraia) / 가시공주 (いばら姫, Ibara Hime) | 하야미 사오리   | 김하윤        |
| 본드 포저 (ボンド・フォージャー, Bondo Fōjā)                                                              | 마츠다 켄이치로 | 김혜성        |
| 내레이터                                                                                                  | 마츠다 켄이치로 |               |
| 실비아 셔우드 (シルヴィア・シャーウッド, Shiruvia Shāuddo) / 관리관 (管理官, Handorā)                     | 카이다 유코     |               |
| 피오나 프로스트 (フィオナ・フロスト, Fiona Furosuto) / 밤의 장막 (夜帷, Tobari)                           | 사쿠라 아야네   | 윤은서        |
| 프랭키 프랭클린 (フランキー・フランクリン, Furankī Furankurin)                                            | 요시노 히로유키 | 홍승효        |
| 유리 브라이어 (ユーリ・ブライア, Yūri Buraia)                                                             | 오노 켄쇼       | 김명준        |
| 헨리 헨더슨 (ヘンリー・ヘンダーソン, Henrī Hendāson)                                                      | 야마지 카즈히로 |               |
| 다미안 데스몬드 (ダミアン・デズモンド, Damian Dezumondo)                                                  | 후지와라 나츠미 |               |
| 베키 블랙벨 (ベッキー・ブラックベル, Bekkī Burakkuberu)                                                   | 카토 에미리     |               |
| 스나이더 (スナイデル, Sunaideru)                                                                          | 긴가 반죠       | 오인성        |
| 타입 F (タイプF, Taipu F)                                                                                 | 타케우치 슌스케 |               |
| 드미트리 (ドミトリ, Domitori)                                                                             | 나카무라 토모야 | 권창욱        |
| 루카 (ルカ, Ruka)                                                                                         | 카구 켄토       |               |
| 똥의 신 (うんこの神, Yes, this God)                                                                       | 치바 시게루     |               |
| 잔해와 인연 식당 주인 (残骸と縁食堂の主人, The wreckage and the fate of the restaurant owner)             |                 |               |
| 베르나르도 부인 (ベルナルド夫人, Mrs. Bernardo)                                                           | 쿠마가이 미레이 |               |

## 개봉
영화의 제작 결정 스페셜 PV는 2022년 12월 24일에 공개되었고, 전체 예고편은 2023년 6월 25일에 공개되었다. 이 영화는 2023년 12월 22일에 도에이에 의해 일본에서 극장 개봉되었다.  또한, 이 영화는 2024년 상반기 내에 여러 국가에서 더빙과 자막 동시에 상영 개봉되었다.
- 일본: 2023년 12월 22일
- 홍콩: 2024년 2월 1일[2]
- 마카오: 2024년 2월 1일
- 중화민국: 2024년 2월 2일
- 인도네시아: 2024년 2월 7일
- 싱가포르: 2024년 2월 8일
- 베트남: 2024년 2월 10일[3]
- 브루나이: 2024년 2월 22일
- 필리핀: 2024년 3월 13일[4]
- 말레이시아: 2024년 3월 13일
- 태국: 2024년 3월 14일[5]
- 대한민국
  - 2024년 3월 20일 (자막)
  - 2024년 4월 5일 (한국어 더빙)
- 벨기에: 2024년 4월 17일
- 프랑스: 2024년 4월 17일
- 스위스: 2024년 4월 17일 (프랑스어)
- 오스트레일리아: 2024년 4월 18일
- 뉴질랜드: 2024년 4월 18일
- 캐나다: 2024년 4월 19일
- 스페인: 2024년 4월 19일
- 미국: 2024년 4월 19일
- 오스트리아: 2024년 4월 23일
- 독일: 2024년 4월 23일
- 이탈리아: 2024년 4월 24일
- 자메이카: 2024년 4월 24일
- 트리니다드 토바고: 2024년 4월 24일
- 아르헨티나: 2024년 4월 25일
- 아루바: 2024년 4월 25일
- 볼리비아: 2024년 4월 25일
- 브라질: 2024년 4월 25일
- 칠레: 2024년 4월 25일
- 콜롬비아: 2024년 4월 25일
- 코스타리카: 2024년 4월 25일
- 퀴라소: 2024년 4월 25일
- 덴마크: 2024년 4월 25일
- 도미니카 공화국: 2024년 4월 25일
- 엘살바도르: 2024년 4월 25일
- 과테말라: 2024년 4월 25일
- 온두라스: 2024년 4월 25일
- 헝가리: 2024년 4월 25일
- 멕시코: 2024년 4월 25일
- 네덜란드: 2024년 4월 25일
- 니카라과: 2024년 4월 25일
- 파나마: 2024년 4월 25일
- 파라과이: 2024년 4월 25일
- 페루: 2024년 4월 25일
- 포르투갈: 2024년 4월 25일
- 세르비아: 2024년 4월 25일
- 수리남: 2024년 4월 25일
- 스위스: 2024년 4월 25일 (독일어·이탈리아어)
- 우루과이: 2024년 4월 25일
- 불가리아: 2024년 4월 26일
- 에콰도르: 2024년 4월 26일
- 핀란드: 2024년 4월 26일
- 아이슬란드: 2024년 4월 26일
- 노르웨이: 2024년 4월 26일
- 스웨덴: 2024년 4월 26일
- 베네수엘라: 2024년 4월 26일

## 삽입곡
오프닝 테마
- SOULSOUP
  - 노래: Official髭男dism, 작사·작곡: 후지하라 사토시

엔딩 테마
- 빛의 흔적(光の跡) Why
  - 노래: 호시노 겐[6], 작사·작곡: 호시노 겐

## 흥행
- 2023년 52, 53주차, 2024년 1, 2주차 4주 연속 박스오피스 흥행 1위를 차지하였다가, 같은해 3주차 골든 카무이를 제쳐서 2위로 하락되었다.

## 콜라보레이션
- 메이지 제과 《마카다미아》, 《아몬드》 초콜릿 8종 세트
- 스트리트 파이터 6에 요르vs춘리의 스페셜 콜라보레이션이 출시된다.
- 미션 임파서블: 데드 레코닝 PART ONE

## 등급
이 등급은 자극적인 묘사, 대사, 주제, 폭력적인 표현이 포함되어 있지만, 누구나 시청할 수 있는 작품입니다.

## 같이 보기
- SPY×FAMILY